# Mocuba
Mocuba – miasto w Mozambiku, w prowincji Zambézia, znane z przemysłu spożywczego, zamieszkiwane w 2012 roku przez 74 tysięcy osób.